# ФК Омладинац Ракинац
Фудбалски клуб Омладинац из Ракинца у општини Велика Плана се тренутно такмичи у Подунавској окружној лиги, петом такмичарском нивоу српског фудбала.

## Такмичарска историја

### 2021/2022
Замисао да се клуб врати у Подунавску окружну лигу, започета је још у сезони 2020/2021. Тада је екипа Омладинца освојила друго место. Био је то покушај уласка у виши ранг такмичења, али у финалу је победила екипа ФК Воћар из Смедеревске Паланке. Са истим циљем Омладинац креће у сезону 2021/2022. Поново је освојено друго место, у финалу је победила екипа ФК Црвена Звезда из Суводола, а ФК Омладинац из Ракинца остаје у Општинској лиги Велике Плане.

### 2022/2023
Сезона 2022/2023 доноси Омладинцу низ победа. Труд и упорност су уродили плодом и Омладинац осваја прво место. После 6 година такмичења у Општинској лиги Велика плана, сениорска екипа ФК Омладинца успела је да оствари давно зацртани циљ, долази до шампионске титуле у општинској лиги и пласира се у виши ранг такмичења: Подунавску окружну лигу. У последњем колу, које је одлучивало о шампиону, као и о директном пласману у Подунавску окружну лигу, екипа Омладинца на домаћем терену побеђује ФК Слога из Милошевца. Утакмица, локални дерби, одиграна је на стадиону Широки поток у Ракинцу. Фудбалер Омладинца, Стефан Петковић, у првих пет минута од почетка утакмице, задаје гол гостујућој екипи и тиме доноси победу свом клубу као и пласман у дуго очекивану Подунавску окружну лигу.

## Историја

### Оснивање
Основан 1938. године као ФК Торпедо. По наводима најстаријих навијача, прву лопту у село су донели студенти из Ракинца који су студирали у Београду.
Први играчи који су играли за ФК Торпедо су били:
- Добрица Прокић
- Мића Смиљанић
- Богоје Трунић
- Мика Лазовић
- Уца Јанковић
- Дача Ђорђевић
- Јова Лазаревић
- Мика Јанковић
- Радомир Танасковић
- Мома Пантић
- Милош Живановић
- Која Стојанчевић
- Веско Јанковић
- Радица Ђорђевић (из села Купусина)
- Драгослав Филиповић (тренер)

Клуб од 1958. године носи име Омладинац. Боје клуба су плаво-бела.

### Почеци
Први терен на коме се закотрљала лопта у Ракинцу налазио се близу задружних зграда, недалеко од садашњег стадиона ,,Широки порок".
Фудбалски клуб Торпедо, престао је са радом почетком II светског рата, а поново почео 1948. године. Исте године (1948) одигране су прве званичне утакмице са комшијским клубовима из Новог села и Марковца.
На свом првом терену Фк Торпедо је играо утакмице све до 1958. године.Те 1958 године и званично почиње да игра утакмице на садашњем стадиону Широки поток.  
Оснивачка скупштина клуба, на 20. рођендан клуба одлучује да промени име ФК Торпедо у ФК Омладинац, које клуб носи и дан данас.  

#### Састав екипе 1950-их
- Мирко Павловић
- Ђуро Вељковић
- Перо Вељковић
- Ива Говедаровић
- Живомир Ристић
- Драгослав Трунић
- Мића Павловић
- Сандо Станковић
- Млађа Павловић
- Радојко Радисављевић
- Тома Тодоровић
- Јова Лазаревић
- Диле Ђорђевић
- Мома Јанковић
- Деско Јанковић
- Љубиша Милојковић
- Ратко Марисављевић

- До 60.тих година ФК Омладинац Ракинац играо је у општинском рангу. Средином 60.тих почиње ера долазака играча из Крагујевца који су играли за млађе категорије  ФК Шумадија 1903 и ФК Раднички 1923 .
Почетком 70-тих најзад се исплатио напоран и успешан рад Омладинца, за само две године пласирао се два ранга изнад општинске лиге (нема података како се тада лига звала)

## Јуниори клуба
За развој сваког клуба веома је битан сегмент и рад млађих категорија -улагање у будућност клуба . Тако је  и Омладинац дао посебан значај на развоју омладинаца и јуниора. Деца су уживала у игри, а клуб је добијао играче иѕ сопственог погона. Млађе категорије су у раним периодима наступале, углавном- у заједничкој лиги са сениорима. Обе категорије би се такмичиле истог дана - прво би се одиграле утакмице млађих, а онда и сениорске.
Први већи успех  пионирске и омладинске секције био је освајање првог места општинске лиге Велика Плана-без и једног пораза- у сезони 1996/97.  Наредне сезоне стигли су до финала Општинског купа, завршили су куп освајањем II места након пораза од омладинског клуба ,,Фк Ударник" из Лозовика резултатом 3-1.
Највећи успех пионира Омладинца остварен је 2000.те године, када су освојили Општински куп под вођством тренера Дејана Говедаровића. На наредном степену такмичења - куп Подунавског округа заустављени су од стране  ФК Смедерево 1924 (Фк Сартид) резултатом 2 - 1.